# Dangerous Woman (single)
Dangerous Woman is een nummer van de Amerikaanse zangeres Ariana Grande en is tevens de leadsingle van haar derde studioalbum Dangerous Woman, dat in 2016 uitkwam. Het is geschreven door Johan Carlsson en Ross Golan en geproduceerd door Max Martin en Carlsson. De single kwam uit op 11 maart 2016 via de iTunes Store en was voor het eerst op de radio te horen op 15 maart 2016.

## Achtergrondinformatie
Dangerous Woman kwam binnen op de tiende plaats in de Billboard Hot 100 en werd daarmee haar vijfde top-tien hit in de Amerikaanse hitlijsten.

## Videoclip
De bijhorende videoclip verscheen op 31 maart 2016. De videoclip is geregisseerd door de productieteam The Young Astronauts.

## Hitnoteringen

### Nederlandse Top 40
| Positie: | 27 | 16 | 14 | 16 | 20 | 22 | 27 | 34 | 40 | uit |

### NederlandseSingle Top 100
| Positie: | 26 | 26 | 21 | 23 | 25 | 25 | 26 | 29 | 35 | 40 | 40 | 50 | 67 | 87 | 96 | uit |

### NederlandseMega Top 50
| Hitnotering: 19-03-2016 t/m 14-05-2016 | Hitnotering: 19-03-2016 t/m 14-05-2016 | Hitnotering: 19-03-2016 t/m 14-05-2016 | Hitnotering: 19-03-2016 t/m 14-05-2016 | Hitnotering: 19-03-2016 t/m 14-05-2016 | Hitnotering: 19-03-2016 t/m 14-05-2016 | Hitnotering: 19-03-2016 t/m 14-05-2016 | Hitnotering: 19-03-2016 t/m 14-05-2016 | Hitnotering: 19-03-2016 t/m 14-05-2016 | Hitnotering: 19-03-2016 t/m 14-05-2016 | Hitnotering: 19-03-2016 t/m 14-05-2016 |
| Week:                                  | 1                                      | 2                                      | 3                                      | 4                                      | 5                                      | 6                                      | 7                                      | 8                                      | 9                                      |                                        |
| -------------------------------------- | -------------------------------------- | -------------------------------------- | -------------------------------------- | -------------------------------------- | -------------------------------------- | -------------------------------------- | -------------------------------------- | -------------------------------------- | -------------------------------------- | -------------------------------------- |
| Positie:                               | 31                                     | 18                                     | 13                                     | 15                                     | 19                                     | 22                                     | 26                                     | 26                                     | 47                                     | uit                                    |

## Releasedata
| Land             | Releasedatum  | Formaat        | Label    |
| ---------------- | ------------- | -------------- | -------- |
| Wereldwijd       | 11 maart 2016 | Muziekdownload | Republic |
| Italië           | 11 maart 2016 | Radio          | Republic |
| Verenigde Staten | 15 maart 2016 | Radio          | Republic |